# Palais du marquis de la Motilla
Le palais du Marquis de la Motilla (espagnol : palacio del Marqués de la Motilla) est une construction néo-médiévale située dans le centre historique de Séville en Andalousie. Le projet a été réalisé entre 1921 et 1924 et il a été terminé en 1931.

## Histoire et description
En pleine époque historiciste son propriétaire, le marquis de la Motilla, embauche deux importants architectes du moment pour mener à terme son œuvre, d'un style médiéval clairement revendiqué : il charge d'une part son créateur, l'architecte italien Gino Coppedè, de la création du bâtiment, et d'autre part Vicente Traver, de la direction technique de l'œuvre.
L'édifice est d'inspiration florentine avec une façade de cour italienno-médiévale destinée à attirer l'œil du passant. Son élément principal est sa tour-mirador, réalisée en brique, de vingt-cinq mètres de hauteur et couronnée de puissants créneaux, qui rappelle la tour du Palais Vecchio de Florence, à laquelle s'inspire son auteur.

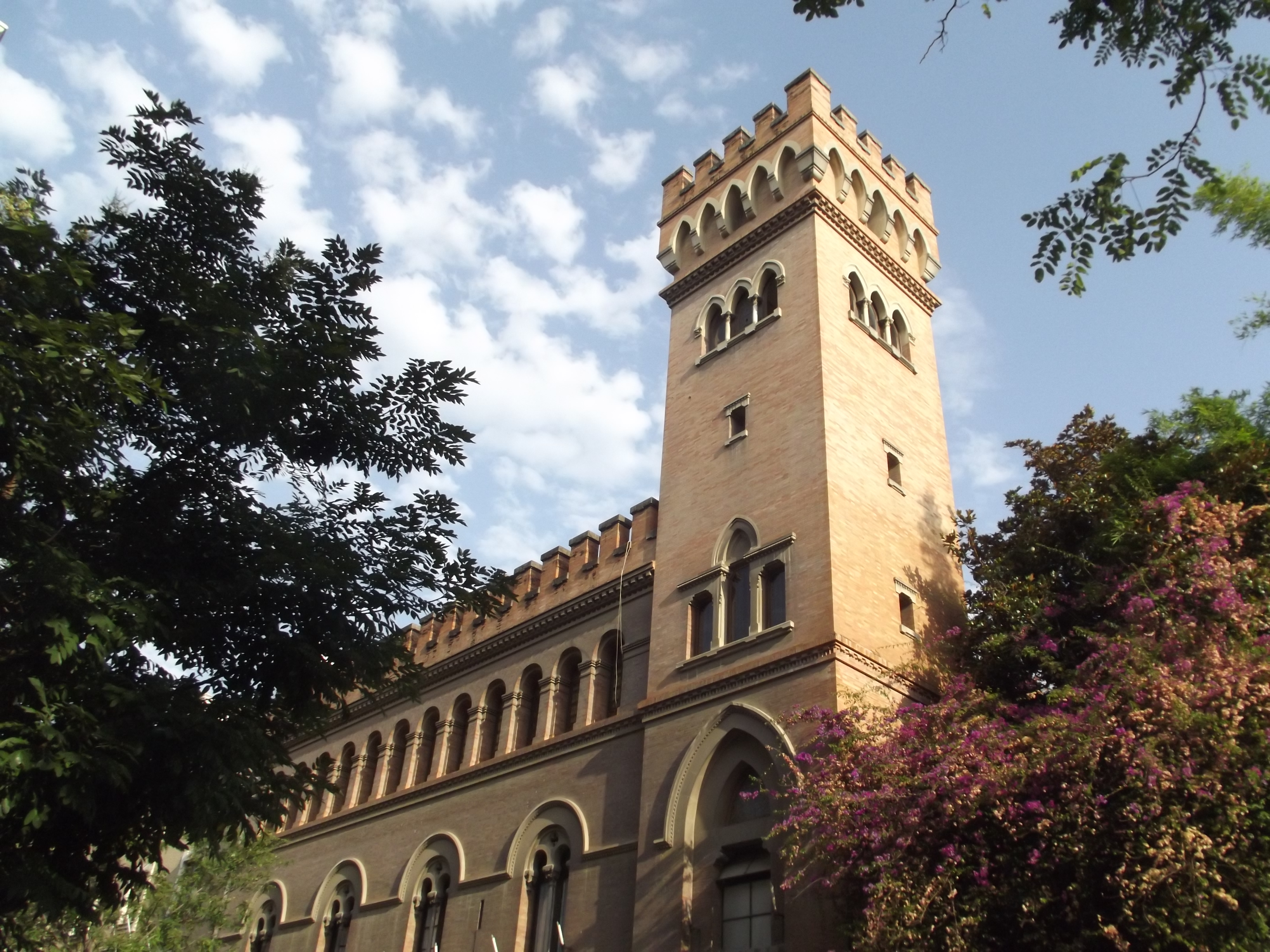
Vue de l'édifice

Les séries d'arcs néo-gothiques des fenêtres ainsi que les parties dentelées de la partie supérieure accordées avec de fines colonnes lui confèrent un aspect de véritable château urbain.